# Стибін
Стибі́н, гідри́д сти́бію — неорганічна бінарна сполука складу SbH3. За звичайних умов є безбарвним, легкозаймистим газом із неприємним запахом тухлих яєць. Використовується для виробництва напівпровідників для мікроелектроніки. Стибін є дуже токсичною речовиною.
Заміщенням у стибіні одного, двох або трьох атомів H гідрокарбільними групами утворюються похідні RSbH2, R2SbH і R3Sb, котрі називають первинними, вторинними й третинними стибінами відповідно. Окремі стибіни краще називати як заміщені стибану, наприклад, тривінілстибан (CH2=CH)3Sb.

## Хімічні властивості
Стибін у суміші з воднем горить блідо-зеленим полум'ям, утворюючи наліт чистого стибію («дзеркало»):
{\displaystyle \mathrm {4SbH_{3}+3O_{2}\rightarrow 4Sb+6H_{2}O} }
Загалом стибін проявляє властивості, аналогічні до арсину. Спільною якісною реакцією є взаємодія з твердим нітратом срібла з утворенням жовтого нальоту Ag3Sb·3AgNO3. Якщо цей осад змочити водою, то залишиться тільки чорний Ag3Sb.
Через схожі із арсином властивості, стибін може заважати визначенню першого за пробою Марша. Але відрізнити їх можна завдяки розчинності чистого арсену в перекисі водню.

## Отримання
Синтезувати стибін можна відновленням його оксидів воднем в момент виділення останнього:
{\displaystyle \mathrm {Sb_{2}O_{3}+6H_{2}\rightarrow 2SbH_{3}+3H_{2}O} }
Або відновити зі сполук стибію дією гідридів:
{\displaystyle \mathrm {4SbCl_{3}+3LiAlH_{4}\rightarrow 4SbH_{3}+3LiCl+3AlCl_{3}} }

## Токсичність
Стибін має сильнотоксичну дію. Отримати ураження ним можливо шляхом інгаляції. Симптомами отруєння є сильний головний біль, слабкість, нудота, болі в животі, потрапляння крові до сечі. Стибін уражує кров, печінку, нирки та дихальні шляхи.

## Застосування
Гідрид стибію використовується у виробництві стибійвмісних напівпровідників для мікроелектроніки. Також завдяки наявності отруйної дії інколи застовується у господарстві для боротьби зі шкідниками.